# Остхоф, Герман
Ге́рман О́стхоф (нем. Hermann Osthoff; 18 апреля 1847, Бильмерих, Рурская область — 7 мая 1909, Гейдельберг) — немецкий лингвист, доктор наук (1869), профессор, представитель школы младограмматиков. Труды по исторической фонетике и морфологии индоевропейских языков.

## Биография
Учился в университетах Берлина, Тюбингена и Бонна; работал учителем гимназии в Касселе, позднее в Лейпцигском университете под руководством А. Лескина. С 1877 — профессор Гейдельбергского университета, преподавал санскрит и сравнительное языкознание.
В истории языкознания Остхоф известен в основном как успешный соавтор лидера младограмматиков Бругмана; фамилии Остхофа и Бругмана стоят под так называемым «манифестом» (1878), открывающим многотомные «Морфологические исследования в области индоевропейских языков», где в сжатом виде сформулировано понятие «звукового закона» и другие ключевые положения младограмматической концепции (считается, что автором этого текста является в основном Бругман). В индоевропеистике известен также «закон Остгофа», описывающий рефлексы реконструируемых для индоевропейского праязыка плавных сонантов.